# Энеида болотная восточная
Энеида болотная восточная (лат. Oeneis agaskyra) — дневная бабочка семейства Бархатницы. Данный вид встречается в Хакасии на высоте около 1000 метров, в окрестностях села Сарала и озера Агаскыр, что отражено в видовом латинском названии.
Данный вид имеет в Хакасии и Туве 2 экологические формы – типичную (экологически связанную с болотами и сырыми луговинами) и «высокогорную».

## Ареал
Тува, Хакасия, возможно, населяет и другие горные области Южной Сибири.